# 四斑蝴蝶魚
四斑蝴蝶魚，為輻鰭魚綱鱸形目蝴蝶魚科的其中一種。

## 分布
本魚分布於西大西洋區，包括美國、墨西哥、尼加拉瓜、波多黎各、百慕達群島、巴貝多、委內瑞拉、巴哈馬群島、古巴、千里達、牙買加、荷屬安地列斯等海域。

## 深度
水深1至40公尺。

## 特徵
本魚體呈圓形，吻鈍，呈黃色。靠近尾柄處有一白緣的大黑色斑點。體側上具有數十條狹窄的深色的斜細紋,上半部由頭部向臀鰭方向斜；下半部由腹鰭往背鰭斜，形成鋸齒形。體為淡灰色，在身體側邊的顏色變化成灰白至淡黃色的，在頭部上的一條黑色的條紋。尾鰭、背鰭及臀鰭鰭條各有一黑色邊緣的條紋，腹鰭黃色。背鰭硬棘13枚、背鰭軟條17至20枚；臀鰭硬棘3枚、臀鰭軟條16至17枚。體長可達7.5公分。

## 生態
本魚棲息於淺水礁區而且通常單獨地或成對出現。肉食性，以六枚珊瑚、多毛類、柳珊瑚與被囊類為食。性情溫和，易接近。

## 經濟利用
可當作觀賞魚。有報告指出其體內具有雪卡魚毒。